# Pilea imparifolia
Pilea imparifolia är en nässelväxtart som beskrevs av Hugh Algernon Weddell. Pilea imparifolia ingår i släktet pileor, och familjen nässelväxter. Inga underarter finns listade i Catalogue of Life.